# Ashlynn Brooke

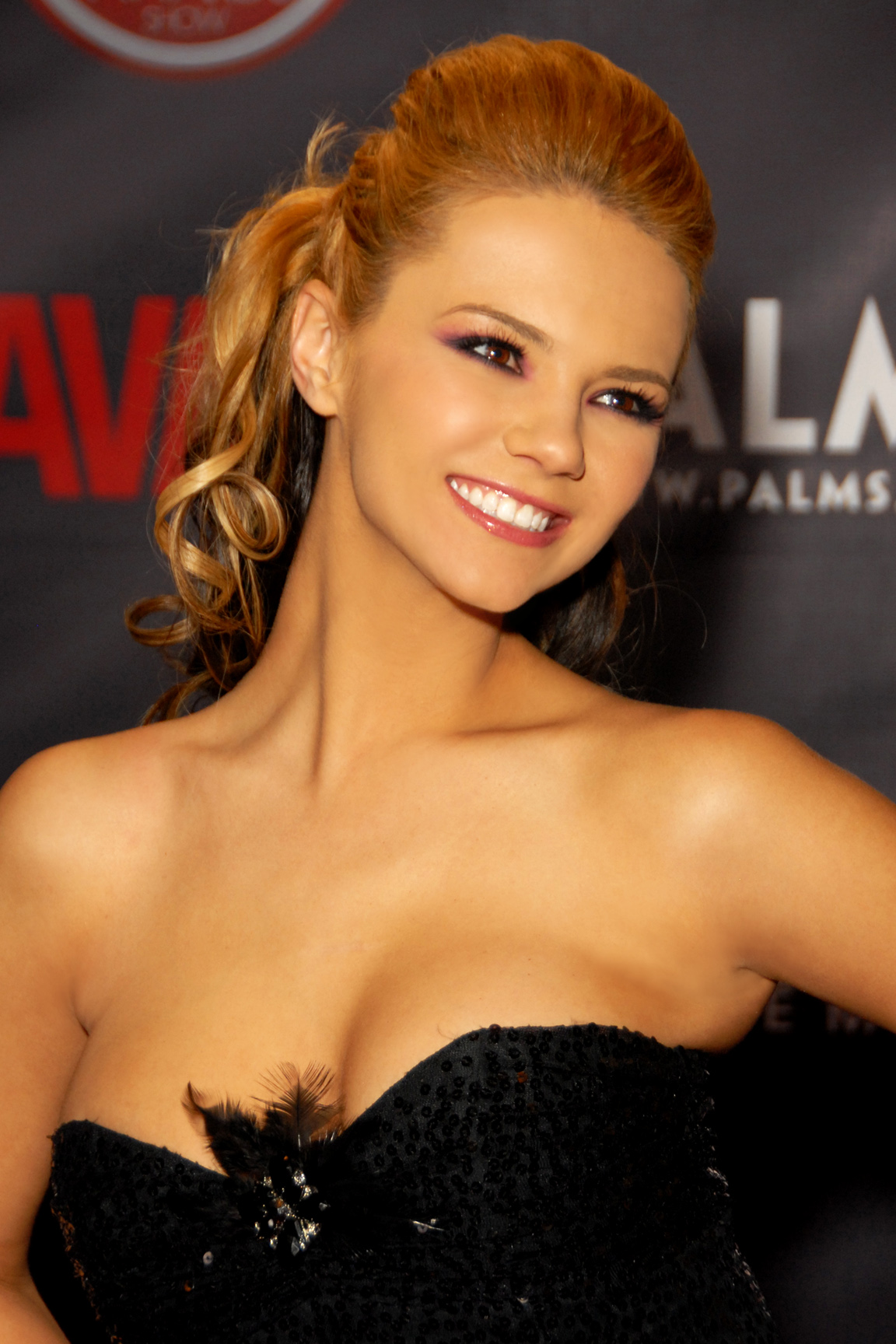
Ashlynn Brooke bei den AVN Awards 2010

Ashlynn Brooke (* 14. August 1985 als Ashley Stewart in Choctaw, Oklahoma) ist eine ehemalige US-amerikanische Pornodarstellerin, Pornoregisseurin und ehemaliges Model.

## Karriere
Brooke ist in Choctaw (Oklahoma) geboren und aufgewachsen. Sie war neun Jahre lang Cheerleaderin, bis sie im Mai 2003 ihren High-School-Abschluss machte. Vor ihrer Karriere als Pornodarstellerin arbeitete sie in einem Autohaus für Gebrauchtwagen.
Sie begann ihre Karriere mit Aktfotografie und arbeitete als Model für das Easy Rider Magazine und das Magazin Gallery. Brooke drehte ihren ersten Hardcore-Film im Jahr 2006. Ihre ersten Szenen wurden für die Website Bang Bros gedreht und später auch auf DVD veröffentlicht. Zu ihren bekanntesten Filmen zählen die Filmreihe Ashlynn and Friends (Teil 1–8, 2007–2009) und die Serie Ashlynn Goes To College (Teil 1–4, 2007–2008). Darüber hinaus hat sie auch an mehreren Porno-Parodien mitgewirkt wie z. B. The Office – A XXX Parody, WKRP in Cincinnati: A XXX Parody oder Big Bang Theory: A XXX Parody, wo sie Penny spielt.
Brooke wurde 2007 bei den Studios Digital Sin und New Sensations unter Vertrag genommen. Sie war zu dieser Zeit auf Canadian TV Moderatorin der Sendung Venus Wars und hatte auf Vavoom TV ihre eigene Show namens Dare 2 Bare.
Im Jahr 2008 war sie bei den AVN Awards in den folgenden Kategorien nominiert: Best New Starlet, Best Tease Performance und Best Couples Sex Scene. Im September 2008 veröffentlichte das Studio Digital Sin die interaktive DVD My Plaything… Ashlynn Brooke. Im Jahr 2009 begann sie ihre Karriere als Pornoregisseurin. So übernahm sie etwa die Regie für den Pornofilm Lesbian Fantasies und dessen Fortsetzung im Jahr 2010. Die Internet Adult Film Database (IAFD) listet insgesamt 125 Filme (Stand: November 2016), in denen sie mitgespielt und 6 Filme, in denen sie Regie geführt hat.
Seit Januar 2010 ist Brooke nicht mehr als Darstellerin aktiv. Anfang 2011 gab sie auch das Ende ihrer Karriere als Regisseurin bekannt. Sie gab an, dass sie nach und nach die Lust auf Sex mit fremden Männern verloren habe und auch ihre romantische Beziehung sie ihre Karriere habe überdenken lassen. Die Geburt ihres ersten Kindes habe ihren Entschluss dann endgültig besiegelt. Derzeit lebt sie in Oklahoma City, Oklahoma. Sie betätigt sich zudem wieder als Gebrauchtwagenhändlerin.
Über die Hardcorebranche hinaus wurde Brooke bekannt durch ihre Mitwirkung in dem Musikvideo zum Song Too Drunk aus dem Album Black Butterfly der Rockband Buckcherry. Sie und Tommy Gunn spielen dort ein Paar, das bei einem Auftritt der Band auf einer Hausparty Sex hat. Außerdem hatte sie 2010 einen Auftritt in der Horrorkomödie Piranha 3D.

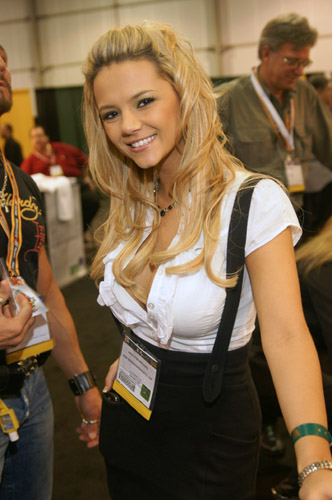
Ashlynn Brooke bei der AVN Adult Entertainment Expo 2008

## Filmografie (Auswahl)
- 2007: Big Mouthfuls 12
- 2007: Tug Jobs 12
- 2007: Teen Dreams 15
- 2007: Busty College Coeds P.O.V. 3
- 2007: Fresh Outta High School 5
- 2008: My Plaything …
- 2008: Hearts & Minds II – Modern Warfare
- 2008: The 4 Finger Club 24
- 2008: The Naughty Cheerleaders Club
- 2008: Addicted 5
- 2008: All About Ashlynn 2
- 2009: Scrubs – A XXX Parody
- 2009: Big Butt Beauties
- 2009: 70s Show – A XXX Parody
- 2009: She Likes It Big 4
- 2009: 30 Rock: A XXX Parody
- 2009: The Office – A XXX Parody
- 2009: Seinfeld: A XXX Parody
- 2009: The Sex Files – A Dark XXX Parody
- 2009: Entourage – A XXX Parody
- 2009: Panty Hoes 8
- 2009: The 4 Finger Club 27
- 2009: WKRP in Cincinnati: A XXX Parody
- 2010: Big Bang Theory: A XXX Parody
- 2010: Piranha 3D
- 2010: The Wedding Day
- 2010: Amateur Sex Bombs 2
- 2010: Tru – A XXX Parody
- 2010: Fantasy Girls: Glamour Solos
- 2010: Ashlynn Brooke’s Lesbian Fantasies 2
- 2011: America’s Next Top Model: A XXX Porn Parody
- 2013: Fresh Young Pussies
- 2015: Lesbians And Their Big Toys
- 2015: Teenage Nasty Dirtbags 2
- 2019: She’s Just A Teenager 2

## Auszeichnungen
- 2007: Adultcon Top 20 Adult Actresses[10]
- 2008: Twistys Treat of the Month – Miss December 2008
- 2008: AEBN VOD Award als Best Newcomer[11]
- 2008: F.A.M.E. Award für Favorite Breasts
- 2009: AVN Award für Best Continuing Series (Ashlynn Goes to College)
- 2009: AVN Award für Best New Series (Ashlynn Goes to College)

## Einzelbelege
1. ↑  Joshua Kline: Former Porn Star, Oklahoman Ashlynn Brooke Blogs About Her Past. In: thislandpress.com. 6. Juli 2011, archiviert vom Original (nicht mehr online verfügbar) am 2. November 2014; abgerufen am 16. Dezember 2023 (englisch).
2. ↑  Ashlynn Brooke: The (first) Time I posed Nude. In: all-things-ash.com. 9. Juni 2011, archiviert vom Original (nicht mehr online verfügbar) am 20. Juni 2011; abgerufen am 16. Dezember 2023 (englisch).
3. ↑  Ashlynn Brooke. Biografie. In: imdb.com. Abgerufen am 29. März 2025.
4. ↑  Inside Ashlynn Brooke. xrentdvd.com, 9. April 2007, archiviert vom Original (nicht mehr online verfügbar) am 5. Juni 2008; abgerufen am 16. Dezember 2023 (englisch).
5. ↑  Dan Miller: Ashlynn Brooke: 'It's Been Very Fulfilling'. New Sensations exclusive sets sights on writing, directing and more. AVN, 21. September 2009, archiviert vom Original (nicht mehr online verfügbar) am 29. August 2011; abgerufen am 29. März 2025 (englisch).
6. ↑  Lesbian Fantasies. In: IMDb.com. 2009, abgerufen am 16. Dezember 2023.
7. ↑  Lesbian Fantasies 2. In: IMDb.com. 2010, abgerufen am 16. Dezember 2023.
8. ↑  Ashlynn Brooke: The Time I Chose To Quit Adult. In: all-things-ash.com. 6. Februar 2011, archiviert vom Original (nicht mehr online verfügbar) am 1. November 2011; abgerufen am 29. März 2025 (englisch).
9. ↑  Ex-Pornstar Ashlynn Brooke Needs Your Help of the Day. In: drunkenstepfather.com. 22. März 2013, abgerufen am 16. Dezember 2023 (englisch).
10. ↑  Adultcon Names Top 20 Adult Actresses Honor Roll (Memento vom 8. März 2015 im Internet Archive).
11. ↑  VOD Award Winners Archive (Memento vom 3. März 2016 im Internet Archive), abgerufen am 8. August 2016. Vergeben durch den pornografischen Video-on-Demand (VOD) Internetstreaming-Dienst Adult Entertainment Broadcast Network (AEBN) auf Grundlage der höchsten Streamingminuten unter den Kunden.

| Personendaten    | Personendaten                                                             |
| ---------------- | ------------------------------------------------------------------------- |
| NAME             | Brooke, Ashlynn                                                           |
| ALTERNATIVNAMEN  | Stewart, Ashley (Geburtsname)                                             |
| KURZBESCHREIBUNG | US-amerikanische Pornodarstellerin, Pornoregisseurin und ehemaliges Model |
| GEBURTSDATUM     | 14. August 1985                                                           |
| GEBURTSORT       | Choctaw, Oklahoma                                                         |